# Институт за изследване на изкуствата
Институтът за изследване на изкуствата на Българската академия на науките е единствената научна организация в България, която обединява изследователи от областта на изобразителните изкуства, архитектурата, музиката, киното и театъра. Научната работа е фокусирана както върху изследването, анализа и теорията на художествени явления от Античността до наши дни, така и върху събирането и съхраняването на артефакти, свързани с многовековното българско наследство и неговата специфична роля в конструирането на европейската култура.

## История
Началото на Института за изследване на изкуствата поставено през 1948 година, когато се създават две научни институции: Институт за изобразителни изкуства, оглавяван от видния скулптор академик Иван Лазаров, и Институт за музика (с музей) под ръководството на бележития композитор и общественик академик Петко Стайнов. През 1988 година двата института се обединяват под наименованието Институт за изкуствознание с четири направления: изкуствознание, музикознание, театрознание и кинознание. Институтът има централна роля в развитието на изследванията за изкуство и култура в страната, включително чрез докторантски програми във всички области на изкуствознанието и организирането на научни конференции. Той притежава богат текстови, фото-, аудио- и видеоархив, съдържащ уникални артефакти. Сред изданията на Института са двете тримесечни списания „Проблеми на изкуството“ и „Българско музикознание“, както и сборници, монографии, каталози, библиографии, енциклопедии. При последната реформа на БАН, Центърът по архитектурознание е влят в Института по изкуствознание, като последният е преименуван Институт за изследване на изкуствата.
Административната сграда на Института за изследване на изкуствата е домът на Андрей Ляпчев на ул. „Кракра“ 21. Преди смъртта си Ляпчев завещава цялото си имущество на БАН и в къщата му от 1948 година се помещава Институтът за музика (1948-1988).